# Günsa
Günsa (chinesisch 昆莎乡, Pinyin Kūnshā Xiāng) ist eine Gemeinde im Kreis Gar des Regierungsbezirks Ngari im Autonomen Gebiet Tibet der Volksrepublik China. Günsa hat eine Fläche von 3.148 km² und im Jahr 2010 bei der Volkszählung 1.997 Einwohner (Bevölkerungsdichte 0,6 Einw./km²), überwiegend Tibeter. Sitz der Gemeinderegierung ist das Dorf Garzhongsarba.

## Wirtschaft
In Günsa werden Hochlandgerste (Qingke), Weizen und Raps angebaut und Yaks, Schafe und Ziegen als Vieh gehalten. Der im Verwaltungsgebiet der Gemeinde gelegene Flughafen Ngari-Günsa spielt als Arbeitgeber im Dienstleistungssektor auch eine wichtige ökonomische Rolle.

## Administrative Gliederung
Günsa setzt sich aus drei Dörfern zusammen. Diese sind:
- Dorf Garzhongsarba (噶尔新村), Sitz der Gemeinderegierung;
- Dorf Namru (那木如村);
- Dorf Sogmai (索麦村).